# Monroe (Luisiana)
Monroe é uma cidade localizada no estado americano de Luisiana, na Paróquia de Ouachita.

## Demografia
Segundo o censo americano de 2000, a sua população era de 53.107 habitantes.
Em 2006, foi estimada uma população de 51.555, um decréscimo de 1552 (-2.9%).

## Geografia
De acordo com o United States Census Bureau tem uma área de
83,9 km², dos quais 74,3 km² cobertos por terra e 9,6 km² cobertos por água.

## Localidades na vizinhança
O diagrama seguinte representa as localidades num raio de 12 km ao redor de Monroe.